# Бухбрун
Бухбрун (њем. Buchbrunn) општина је у њемачкој савезној држави Баварска. Једно је од 31 општинског средишта округа Кицинген. Према процјени из 2010. у општини је живјело 1.046 становника. Посједује регионалну шифру (AGS) 9675114.

## Географски и демографски подаци
Бухбрун се налази у савезној држави Баварска у округу Кицинген. Општина се налази на надморској висини од 249 метара. Површина општине износи 4,6 km². У самом мјесту је, према процјени из 2010. године, живјело 1.046 становника. Просјечна густина становништва износи 229 становника/km².